# Sällskapet Wermlänningarne
Sällskapet Wermlänningarne är en amatörteatergrupp i Arvika. Den bildades 1927 på initiativ av professor Lars Zetterquist och har spelat folklustspelet Värmlänningarna. Urpremiären ägde rum på Arvika Teater den 24 april 1929 och gruppen har sedan dess framgångsrikt spelat både i Arvika och runt om i landet. Inte minst på Skansen i Stockholm, där man premiärspelade 1948 och sedan 1956 varit en återkommande och kär gäst. År 1957 sändes en av Skansenföreställningarna direkt i TV.
Rollbesättningen har givetvis växlat under åren. Vid premiären deltog bland andra Linus Brodin, Axel Kling, Elis i Taserud, Lars Zetterquist, Ture Ander och Gunnar Turesson. Bland senare deltagare finns Annika Marberg och Erland Hagegård